# دهانه بینچیم-سالاآتین
دهانه بینچیم-سالاآتین (انگلیسی: Beyenchime-Salaatin crater) یک دهانه برخوردی در استان یاقوتستان کشور روسیه است.